# Hironosuke Sato
 (janvier 2025).
Si vous disposez d'ouvrages ou d'articles de référence ou si vous connaissez des sites web de qualité traitant du thème abordé ici, merci de compléter l'article en donnant les références utiles à sa vérifiabilité et en les liant à la section « Notes et références ».
Hironosuke Sato (佐藤ひろのすけ), né un 29 août à Tōkyō, est un compositeur, pianiste, arrangeur et claviériste japonais. Il est diplômé du Berklee College of Music du Massachusetts.

## Œuvres
- Lovely Complex (ラブ★コン, Rabu Kon)
- Bakusho Red Carpet (爆笑レッドカーペット)
- Egao wo kureta kimi he (笑顔をくれた君へ)
- Shinshun kakushigei taikai (新春かくし芸大会) WaT「新春荒波太鼓」(Shinshun aranamitaiko）
- Rag & Peace (ラグ＆ピース)

## Œuvrographie, arrangement, hiron
En tant qu'arrangeur et claviériste, il a participé à de nombreux anime (japanim) tels que :
- Mobile Suit Gundam AGE『機動戦士ガンダムAGE』
- Sawako,『君に届け』

- Lovely Complex,『ラブ★コン』,

Il participe également à de nombreux concerts avec des chanteurs tels que : SCANDAL, Koichi Domoto, Yui Makino, Michiru Hoshino(AKB48), Claude Ciari, Shuhei Kita, Rag Fair, Tomofumi Tanizawa, HIDEBOH（STRiPES).[réf. souhaitée]
Durant son adolescence, il passe ses étés en France et à l'âge de 18 ans s'installe à Paris pour deux ans. Il a également passé un an à Boston.